# کریستوفر هلست
کریستوفر هلست (انگلیسی: Christoph Holste؛ زادهٔ ۲۴ مهٔ ۱۹۸۴) بازیکن فوتبال اهل آلمان است.
از باشگاه‌هایی که در آن بازی کرده‌است می‌توان به باشگاه فوتبال زاربروکن اشاره کرد.